# الحصن (خنفر)

تعديل مصدري - تعديل

الحصن هي إحدى قرى عزلة جعار بمديرية خنفر التابعة لمحافظة أبين، بلغ تعداد سكانها 7952 نسمة حسب تعداد اليمن لعام 2004.